# Casernes (Vilanova i la Geltrú)
Les Casernes són un monument del municipi de Vilanova i la Geltrú (Garraf) protegides com a bé cultural d'interès local.

## Descripció
És un edifici amb planta en forma de U amb pati central. Consta de planta baixa i un pis. La façana principal és simètrica. La porta principal, de pedra, és d'arc rebaixat i té un escut a la clau. La resta d'obertures de la planta baixa són també d'arc molt rebaixat. El primer pis és ocupat, en bona part, per un balcó corregut, centrat, amb obertures allindanades aparellades dues a dues. Dos cossos laterals, més elevats, tenen una obertura vertical que ocupa els dos pisos i estan coronats amb un frontó d'arc rebaixat. La façana principal és arrebossada i pintada, mentre que les laterals presenten el paredat comú vist.

## Història
La idea de construir les casernes va sorgir perquè els vilanovins no volien allotjar a casa seva les tropes, imposició donada pel decret de Nova Planta del segle xviii. Per tal que el projecte es portés a terme havien de pagar una part proporcional de les seves collites. L'obra, projectada el 1750 per l'enginyer militar Miquel Moreno, es començà construir un any més tard i es va paralitzar el 1771 sense haver-la acabat El 1939 es va fer un projecte de reforma per tal d'acabar-lo. El 1956-57 es reformà per tal de condicionar-lo per a pavelló esportiu. El 1982 l'arquitecte Pere Marsé i Ferrer projectà l'ampliació i unes noves reformes per a ubicar-hi l'escola Municipal d'Art.